# (20714) 1999 XS36
1999 أكس أس 36 (ويعرف أيضًا باسم (20714) 1999 أكس أس 36 وفق تسمية الكوكب الصغير) (بالإنجليزية: 1999 XS36)‏ هو كويكب ضمن حزام الكويكبات؛ وترتيبه 20714 من حيث الاكتشاف.
اكتُشف هذا الجُرم الفلكي بواسطة Charles W. Juels ‏ في 7 ديسمبر 1999.

## وصلات خارجية
- (20714) 1999 XS36 في قاعدة بيانات مختبر الدفع النفاث لأجرام النظام الشمسي الصغيرة

- الاكتشاف · مخطط المدار ·  العناصر المدارية · المعلمات المادية

- (20714) 1999 XS36 على موقع ويكي سكاي: DSS2, SDSS, GALEX, IRAS, Hydrogen α, X-Ray, Astrophoto, Sky Map, Articles and images